# Ancylobothrys petersiana
Ancylobothrys petersiana là một loài thực vật có hoa trong họ La bố ma. Loài này được (Klotzsch) Pierre mô tả khoa học đầu tiên năm 1898.